# Marcel Ohmann
Marcel Ohmann (* 4. April 1991 in Neuss) ist ein ehemaliger deutscher Eishockeyspieler, der zuletzt bei den Grizzlys Wolfsburg in der Deutschen Eishockey Liga unter Vertrag stand.

## Karriere
Ohmann begann seine Eishockeykarriere im Jugendbereich der Kölner Haie, ehe er in der Saison 2006/07 für die Jungadler, die Juniorenmannschaft der Adler Mannheim, in der Deutschen Nachwuchsliga spielte. Dort konnte der gelernte Stürmer in seiner ersten Spielzeit überzeugen und erzielte in 36 Partien 17 Scorerpunkte. Zur neuen Saison wechselte er zurück zu den Kölner Haie, wo der damals 16-jährigen jedoch zunächst ausschließlich in der DNL bei den Kölner EC Junghaien eingesetzt wurde. Zu Saisonbeginn verletzte er sich und fiel für vier Monate aus. Am Ende der Saison konnte er jedoch in 19 Saisonspielen 21 Scorerpunkte auf sein Konto gutschreiben.
Während der Spielzeit 2008/09 wurde der Linksschütze vom Trainerstab der Kölner Haie in den Profikader einberufen. Dort absolvierte er 18 DEL-Partien, in denen er einen Assist erzielte. Zwischen 2009 und 2011 spielte er parallel mit einer Förderlizenz in der 2. Bundesliga für den REV Bremerhaven. In der Saison 2009/10 trat das deutsche U20-Nationalmannschaftsteam dem DEB-Pokal-Spielbetrieb bei. Ohmann war Bestandteil dieser Mannschaft, konnte aber aufgrund von Verletzungen nur eine Partie für das U20-Nationalteam bestreiten. In den Spielzeiten 2011/12 und 2012/13 absolvierte Ohmann einige Spiele für die Füchse Duisburg in der Eishockey-Oberliga, etablierte sich aber mehr und mehr im DEL-Kader der Kölner Haie. Zwischen 2013 und 2017 spielte er ausschließlich für die Haie und absolvierte so insgesamt 349 Partien (36 Tore und 24 Vorlagen) in der höchsten deutschen Spielklasse. Nach der Saison 2016/17 wurde sein laufender Vertrag in Köln aufgelöst und Ohmann wechselte zu den Grizzlys Wolfsburg. Ohmann erlitt in seiner Kölner und Wolfsburger Zeit insgesamt drei Kreuzbandrisse, wobei der letzte dafür sorgte, dass Ohmann seine Karriere nach der Saison 2018/19 beendete.

### International
Ohmann spielte für die deutsche U17- und U18-Auswahl bei mehreren internationalen Turnieren. Bei der U18-Junioren-Weltmeisterschaft 2009 gelangen ihm in fünf Spielen 4 Tore, was ihn zum erfolgreichsten Torschützen der deutschen U18-Nationalmannschaft im Turnier machte.

## Erfolge und Auszeichnungen
- 2008/09 Bester Torschütze in den Playoffs der Deutschen Nachwuchsliga

## Karrierestatistik

### International
Vertrat Deutschland bei:
- U18-Junioren-A-Weltmeisterschaft 2009
- U20-Junioren-A-Weltmeisterschaft 2011

(Legende zur Spielerstatistik: Sp oder GP = absolvierte Spiele; T oder G = erzielte Tore; V oder A = erzielte Assists; Pkt oder Pts = erzielte Scorerpunkte; SM oder PIM = erhaltene Strafminuten; +/− = Plus/Minus-Bilanz; PP = erzielte Überzahltore; SH = erzielte Unterzahltore; GW = erzielte Siegtore; 1 Play-downs/Relegation; Kursiv: Statistik nicht vollständig)